# 柴原洋
柴原 洋（しばはら ひろし、1974年5月23日 - ）は、福岡県北九州市小倉北区出身の元プロ野球選手（外野手、左投左打）、野球解説者、野球評論家。九州共立大学特別客員講師。北九州市スポーツ大使。芸能事務所パインズと業務提携。

## 経歴

### プロ入り前
北九州高校時代は「4番・エース」として、3年春の九州大会でベスト8の成績を残した。その後、九州共立大学に進学と同時に野手転向。福岡六大学で首位打者を4回、本塁打王を3回、打点王を4回、MVPを2回、ベストナイン6回をそれぞれ獲得。リーグ戦通算成績は85試合出場、330打数137安打。打率.415、21本塁打、96打点。4年春の大学選手権では決勝で井口忠仁（ダイエー同期入団）が主将の青学大と対戦し、準優勝。大学では同じ外野手の1年先輩に大野倫（巨人）がいた。「福六のイチロー」と称されることもあった。3年秋には三冠王に輝いた。1996年のドラフト3位で福岡ダイエーホークスに入団。当時の背番号は31。高い評価を受けており、ドラフト前には星野仙一監督の中日が2位での指名を検討したが本人が地元のホークスを強く希望していたため断念した。尚、ダイエーに指名されなかった場合はローソン硬式野球部に入部することを公言していた。

### プロ入り後
1997年、新人選手の中で唯一開幕一軍を勝ち取る。しかし本塁打へ過度にこだわった事が災いして結果を残せなかった。これを1998年には捨て、確実性のある打撃へ切り替えた。開幕こそ二軍だったが、新助っ人ライアン・トンプソンの怪我をきっかけに起用され、黒江透修助監督が掲げたきめ細かな野球の方針にも合い、中堅手のレギュラーを獲得した。この年、打率.314、18盗塁でベストナインに選ばれる。
1999年、打率を落としたものの試合数を増やし、22盗塁を記録。8月19日の対オリックス戦（福岡ドーム）で延長11回二死一、二塁の打席で徳元敏から逆転サヨナラ3点本塁打を放つなど、福岡ダイエーホークス初のリーグ優勝・日本一にレギュラーとして貢献。
2000年、リードオフマンに定着し、プロ入り初めて135試合フル出場し打率.310を記録。5月27日の対オリックス戦（福岡ドーム）では9-9の同点の9回二死一、三塁の打席で杉本友からサヨナラ安打、7月30日の対オリックス戦（グリーンスタジアム神戸）では7回二死満塁の打席で木田優夫から自身初の満塁本塁打を放つなど、リーグ2連覇に貢献し2度目のベストナイン、初のゴールデングラブ賞に選ばれる。
2001年、4月29日の対近鉄戦で日本プロ野球タイ記録となる1試合4二塁打。最終的に2年連続の打率3割（.302）、両リーグトップの刺殺・補殺数を記録し、2年連続でゴールデングラブ賞に選ばれる。
2002年、調子を落とし打率.269に終わり、2年連続の100三振を記録する。
2003年、脇腹痛で開幕に間に合わず、1番・中堅手には打撃改造で復活した村松有人が定着していたため、8番・右翼手に回る。しかし腐ることなく存在感を発揮し、8月には骨折した村松に替わって1番に復帰。自己最高の打率.333、53打点を記録。ダイハード打線の脇を固め、リーグ優勝、日本一に貢献。3度目のゴールデングラブ賞に選ばれた。
2004年、秋山幸二（2002年に引退）の背番号を1を受け継ぐ。また村松がオリックスへ移籍した事もあり1番・中堅手として期待されたが、打撃の低迷や故障などもあり99試合の出場に終わった。西武とのプレーオフ第2ステージ第5戦ではチームは敗れてリーグ連覇を逃したものの、1点ビハインドの9回裏に1死3塁のチャンスで豊田清から一時は同点となる適時打を放った。
2005年、開幕戦で7回裏にカルロス・ミラバルから逆転決勝3ラン本塁打を放ち、これが福岡ソフトバンクホークス第1号本塁打となった。自らの故障や宮地克彦の活躍もあり、わずか59試合の出場に終わる。
2006年、開幕スタメンは逃したものの、代打として結果を残し4月からはレギュラーに。序盤は好調だったものの、6月から8月まで打率2割そこそこと完全復活とまでは至らなかった。2003年以来となる100試合以上出場、100安打を記録（打率.277）。また通算1000試合出場を達成。FA権も取得したが、行使せずに残留することを表明した。
2007年、2年ぶりに開幕から6番・右翼手でスタメン出場を果たす。春先は打率.220前後にとどまるものの、サヨナラ本塁打を放つなど勝負強い打撃を見せつけ、交流戦にかけては一時打率リーグトップ10にも入った。後半戦は不調な期間もあったが、持ち前の強肩でサヨナラ阻止などの守備での活躍も数多く見せた。4年ぶりに規定打席に到達し、117安打（打率.273）6本塁打40打点。同シーズンはフォームやバットの試行錯誤がかなり見られた。シーズン終了後FA権を保持していたが、行使せずに残留することを表明した。
2008年、開幕の対楽天戦でドミンゴ・グスマンから逆転サヨナラ3点本塁打を放ち、久米勇紀に「新人開幕勝利」をもたらした。開幕戦逆転サヨナラ本塁打は1994年に西武の伊東勤以来でプロ野球史上2人目。開幕戦サヨナラ本塁打も伊東以来で14年ぶり6人目（6本目）。以降「5番・右翼手」で活躍したが、前半戦終盤に腰痛を悪化させ、9月9日まで二軍での調整を余儀なくされる。ファン投票で選出されたオールスターゲームも出場を辞退した。
2009年、3年連続となる開幕戦スタメン出場を果たすが、開幕から24打席連続で無安打を記録し、25打席目での初安打以降も不調の状態が続いた。5月8日、故障で離脱していた多村仁志、村松有人の昇格に伴って一軍登録を抹消された。その後は持病である腰痛なども伴って、シーズン終了まで一軍に再昇格する事はなく、プロ入り以降最少となる37試合出場に終わった。
2010年、出場機会は69試合にまで回復したがそのほとんどは先発出場ではなく、代打等途中出場が増加した。
2011年は11試合の出場に留まった。チームは8年ぶりの日本シリーズ出場および日本一となったが、柴原は日本シリーズのメンバーから外れた。11月8日、自身のブログで引退を表明。現役生活15年もの間、年々回数は減ったものの必ず一軍出場をしていたが、腰痛が持病化して苦しんでいた。翌11月9日に行われた引退会見では、「他球団のユニフォームを着た自分を想像できない」と引退を決断した理由を語り、さらに「将来はコーチとして戻っていきたい」とも語った。同年12月11日、福岡市内で行われた日本一の優勝パレードの後にヤフードームで開かれたファン感謝祭では「ここぞというチャンスの場面や一打サヨナラの場面では頭の片隅でいいので柴原洋を思い出してください」と挨拶し、背番号1を引き継ぐ内川聖一から花束が贈呈された。
また、2012年3月4日、オープン戦後に引退セレモニーを実施。かつてのチームメイトである鳥越裕介コーチや親友でドラフト同期であるロッテの井口資仁も加え最後の打席に立った。打球はその井口の元へ転がり、井口の後逸もあってランニングホームラン。大歓声の中ダイヤモンドを一周した。最後に「このユニフォームを着れるようにしっかり勉強して帰ってきたいと思います」と締めくくった。

### 引退後
引退後、TVQ九州放送・FOX SPORTSの野球解説者、西日本スポーツの野球評論家を務める。
2012年4月、OBである九州共立大学の特別客員講師に就任した。
2018年2月に自由ケ丘高等学校の野球部臨時コーチに就任した。自由ケ丘高等学校は、特別客員講師に就いている九州共立大学と同じく学校法人福原学園が経営している。
同年7月1日から在住地の水巻町教育委員に就任する。同町で柴原は2004年から少年野球教室を主宰しており、地域への貢献などが評価されたもの。

## 選手としての特徴・人物
俊足・巧打・堅守の外野手として長らく活躍した名プレーヤー。シュアな打撃が特徴で、巧みなバットコントロールと勝負強さが光る巧打者。一方で、やや三振の多い打者であった。レギュラー定着当初は不動のリードオフマンとして、中盤以降は故障に苦しみながらも勝負強さを活かしてポイントゲッターとして重宝された。 
2007年10月5日のシーズン最終戦で無安打に終わり、通算成績は1239試合1238安打と出場試合数を安打数が割ってしまったときはショックだったと語っている。
父親が西鉄からのライオンズファンであったため、少年時代は西武が好きだったという。

## 詳細情報

### 年度別打撃成績
| 年 度      | 球 団                 | 試 合 | 打 席 | 打 数 | 得 点 | 安 打 | 二 塁 打 | 三 塁 打 | 本 塁 打 | 塁 打 | 打 点 | 盗 塁 | 盗 塁 死 | 犠 打 | 犠 飛 | 四 球 | 敬 遠 | 死 球 | 三 振 | 併 殺 打 | 打 率 | 出 塁 率 | 長 打 率 | O P S |
| ---------- | --------------------- | ----- | ----- | ----- | ----- | ----- | -------- | -------- | -------- | ----- | ----- | ----- | -------- | ----- | ----- | ----- | ----- | ----- | ----- | -------- | ----- | -------- | -------- | ----- |
| 1997       | ダイエー ソフトバンク | 66    | 98    | 88    | 6     | 14    | 1        | 0        | 1        | 18    | 2     | 0     | 1        | 5     | 0     | 5     | 1     | 0     | 28    | 1        | .159  | .204     | .205     | .409  |
| 1998       | ダイエー ソフトバンク | 111   | 454   | 385   | 54    | 121   | 14       | 3        | 2        | 147   | 35    | 18    | 7        | 14    | 5     | 47    | 1     | 3     | 88    | 3        | .314  | .389     | .382     | .770  |
| 1999       | ダイエー ソフトバンク | 131   | 539   | 464   | 68    | 122   | 15       | 4        | 5        | 160   | 26    | 22    | 11       | 15    | 0     | 58    | 1     | 2     | 86    | 3        | .263  | .347     | .345     | .692  |
| 2000       | ダイエー ソフトバンク | 135   | 597   | 520   | 78    | 161   | 32       | 6        | 7        | 226   | 52    | 10    | 9        | 13    | 2     | 58    | 0     | 4     | 91    | 6        | .310  | .382     | .435     | .816  |
| 2001       | ダイエー ソフトバンク | 139   | 644   | 587   | 95    | 177   | 35       | 2        | 7        | 237   | 49    | 8     | 7        | 6     | 4     | 46    | 1     | 1     | 102   | 4        | .302  | .351     | .404     | .755  |
| 2002       | ダイエー ソフトバンク | 133   | 555   | 509   | 73    | 137   | 33       | 2        | 4        | 186   | 43    | 5     | 5        | 21    | 6     | 17    | 0     | 2     | 101   | 6        | .269  | .292     | .365     | .658  |
| 2003       | ダイエー ソフトバンク | 112   | 479   | 426   | 71    | 142   | 26       | 0        | 4        | 180   | 53    | 11    | 2        | 7     | 6     | 38    | 2     | 2     | 60    | 9        | .333  | .386     | .423     | .808  |
| 2004       | ダイエー ソフトバンク | 99    | 398   | 358   | 50    | 97    | 27       | 1        | 7        | 147   | 39    | 1     | 2        | 6     | 7     | 22    | 0     | 5     | 47    | 8        | .271  | .316     | .411     | .727  |
| 2005       | ダイエー ソフトバンク | 59    | 210   | 188   | 23    | 50    | 7        | 0        | 1        | 60    | 15    | 0     | 1        | 3     | 1     | 15    | 0     | 3     | 29    | 1        | .266  | .329     | .319     | .648  |
| 2006       | ダイエー ソフトバンク | 121   | 414   | 361   | 52    | 100   | 16       | 6        | 3        | 137   | 48    | 6     | 3        | 3     | 5     | 38    | 2     | 7     | 67    | 9        | .277  | .353     | .380     | .732  |
| 2007       | ダイエー ソフトバンク | 133   | 472   | 429   | 46    | 117   | 28       | 3        | 6        | 169   | 40    | 1     | 3        | 10    | 3     | 27    | 5     | 3     | 75    | 5        | .273  | .318     | .394     | .712  |
| 2008       | ダイエー ソフトバンク | 96    | 369   | 339   | 30    | 94    | 17       | 0        | 3        | 120   | 34    | 2     | 1        | 3     | 1     | 22    | 0     | 4     | 55    | 4        | .277  | .328     | .354     | .682  |
| 2009       | ダイエー ソフトバンク | 37    | 119   | 97    | 6     | 20    | 2        | 1        | 0        | 24    | 7     | 0     | 0        | 3     | 0     | 17    | 2     | 2     | 24    | 3        | .206  | .336     | .247     | .584  |
| 2010       | ダイエー ソフトバンク | 69    | 146   | 134   | 9     | 29    | 8        | 0        | 4        | 49    | 20    | 1     | 0        | 4     | 0     | 8     | 0     | 0     | 22    | 6        | .216  | .261     | .366     | .626  |
| 2011       | ダイエー ソフトバンク | 11    | 13    | 13    | 0     | 1     | 0        | 0        | 0        | 1     | 0     | 0     | 0        | 0     | 0     | 0     | 0     | 0     | 5     | 0        | .077  | .077     | .077     | .154  |
| 通算：15年 | 通算：15年            | 1452  | 5507  | 4898  | 661   | 1382  | 261      | 28       | 54       | 1861  | 463   | 85    | 52       | 113   | 40    | 418   | 15    | 38    | 880   | 68       | .282  | .341     | .380     | .721  |

- 各年度の太字はリーグ最高
- ダイエー（福岡ダイエーホークス）は、2005年にソフトバンク（福岡ソフトバンクホークス）に球団名を変更

### 表彰
- ベストナイン：2回 （外野手部門：1998年、2000年）
- ゴールデングラブ賞：3回 （外野手部門：2000年、2001年、2003年）
- JA全農Go・Go賞：3回 （好走塁賞：2001年4月 最多二・三塁打賞：2001年8月 強肩賞：2001年9月） ※年間受賞3回は史上初（2004年のSHINJOと並び歴代年間最多タイ）

### 記録
初記録
- 初出場：1997年4月5日、対西武ライオンズ1回戦（西武ドーム）、9回表にグレッグ・パークルの代走として出場
- 初先発出場：1997年4月13日、対オリックス・ブルーウェーブ3回戦（福岡ドーム）、7番・右翼手として先発出場
- 初安打：同上、4回裏に豊田次郎から
- 初本塁打・初打点：同上、6回裏に渡辺伸彦から
- 初盗塁：1998年5月6日、対千葉ロッテマリーンズ4回戦（千葉マリンスタジアム）、5回表に二盗（投手：干場崇永、捕手：椎木匠）

節目の記録
- 1000本安打：2005年5月1日、対千葉ロッテマリーンズ9回戦（福岡Yahoo! JAPANドーム）、7回裏に渡辺俊介から右前安打 ※史上229人目
- 1000試合出場：2006年4月22日、対オリックス・バファローズ5回戦（大阪ドーム）、5番・右翼手として先発出場 ※史上409人目

その他の記録
- 外野手レンジファクター（RF/G）1位：2回 （1998年：2.42、1999年：2.20）[25]
- オールスターゲーム出場：3回 （2000年、2001年、2006年）

### 背番号
- 31 （1997年 - 2003年）
- 1 （2004年 - 2011年）

### 代表歴
- 第23回日米大学野球選手権大会 日本代表[26]
- 第25回日米大学野球選手権大会 日本代表[27]

## 関連情報

### 出演
テレビ番組
- TVQスーパースタジアム（解説）
- Fan!Fun!スポーツ→ファンスポ（コメンテーター・隔週）
- HAWKS プロ野球中継（スポーツライブ+、解説）